# Николешти (Јаломица)
Николешти (рум. Nicolești) насеље је у Румунији у округу Јаломица у општини Милошешти. Oпштина се налази на надморској висини од 47 m.

## Становништво
Према подацима из 2002. године у насељу је живело 523 становника, од којих су сви румунске националности.